# Atopophysa micans
Atopophysa micans är en fjärilsart som beskrevs av Eugen Wehrli 1931. Atopophysa micans ingår i släktet Atopophysa och familjen mätare. Inga underarter finns listade i Catalogue of Life.